# یان خوسلینک
یان خوسلینک (انگلیسی: Jan Ghyselinck؛ زادهٔ ۲۴ فوریهٔ ۱۹۸۸) دوچرخه‌سوار اهل بلژیک است.
از باشگاه‌هایی که در آن بازی کرده‌است می‌توان به اچ‌تی‌سی-هایرود، تیم دوچرخه‌سواری کوفیدیس، وانتی–گروپ گوبر، و ورانداس ویلمز–کرلان اشاره کرد.